# Heinrich Dücker

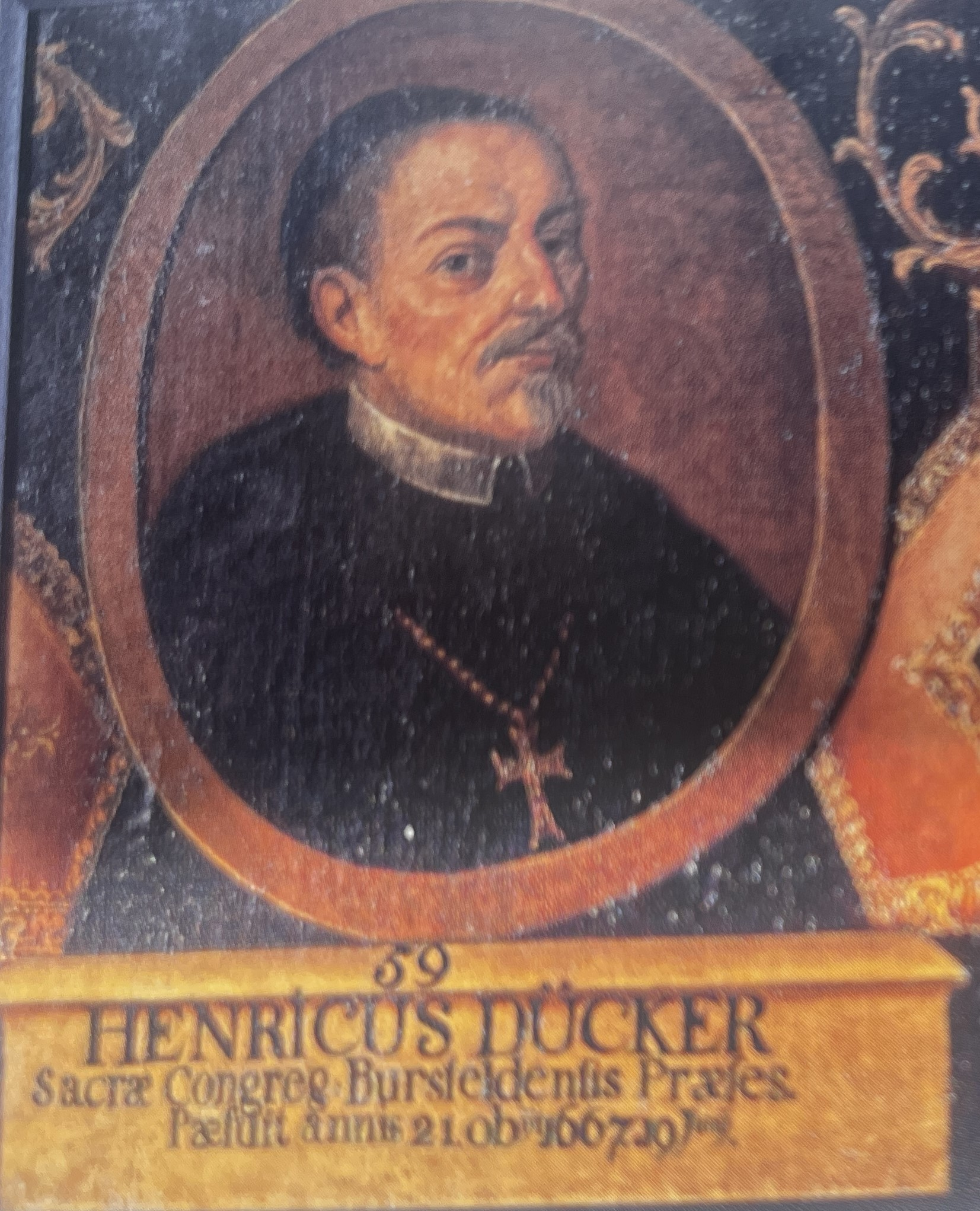
Heinrich Dücker Abt von Werden (1597–1667). Teil des Abtzyklus des Malers Joseph Gebhardsöder (Anfang 18. Jahrhundert)

Heinrich Dücker (* 1597 in Werden; † 19. Juni 1667 ebenda) war ein deutscher Benediktiner. Er war seit 1646 Reichsabt von Werden und Helmstedt sowie ab 1654 Präsident der Bursfelder Kongregation.

## Leben
Er war Sohn des in Werden angesehenen Bürgers Hermann Dücker d. Ä. und dessen zweiter Frau. Zu seinen Geschwistern gehörten Johannes Dücker, Landpfennigmeister des Herzogtums Westfalen. Sybille Dücker wurde Nonne in einem Augustinerinnenkloster in Köln. Anna Dücker heiratete Johannes Hoff und erbte den elterlichen Besitz am Markt in Werden. Ein Halbbruder war Hermann Dücker d. J. aus der ersten Ehe seines Vaters. Dieser wurde Oberkellner, Landpfennigmeister sowie Drost des Amtes Menden. Die Familie war eine Nebenlinie des Adelsgeschlecht Dücker, die wegen einer nicht standesgemäßen Heirat ihren Adelsstatus verloren hatte.
Dücker studierte in Köln Theologie. Zeitweise war er Subregens des Seminars der Bursfelder Kongregation in Köln. Im Jahr 1629 wurde er Pfarrer der Luciuskirche in Werden. Während des Dreißigjährigen Krieges hatte er unter der hessischen Besatzung zu leiden. Er war gezwungen die Stadt 1630 zu verlassen, nachdem seine Kirche den Protestanten übergeben worden war. Erst 1634 konnte er zurückkehren. Es gelang ihm während des Krieges ein neues Pfarrhaus zu bauen. Er war zeitweise als Pfarrer in Herzfeld vorgesehen, musste auf die Stelle aber 1643 verzichten. Stattdessen wurde er Prior der Abtei Werden. Im Jahr 1646 wurde er zum Abt gewählt. Verschiedene Versuche, die Wahl in Zweifel zu ziehen, scheiterten. Seit dem Mittelalter waren die Mönche der mit Werden verbundenen Benediktinerabtei Helmstedt von der Abtswahl ausgeschlossen. Das führte bei seiner Wahl zu schweren Konflikten. Durch Vermittlung verschiedener Persönlichkeiten kam es zu einer Einigung, nach der seitdem auch die Helmstedter wahlberechtigt waren. Vom Kölner Weihbischof erhielt er die Abtsweihe und vom Kaiser die Belehnung mit den Regalien und die Bestätigung der Privilegien der Abtei. Es gelang ihm verschiedene bestehende Streitfragen zu klären. Es kam 1647 zum Vertrag von Goch, in dem seine Reichsstandschaft anerkannt wurde. Allerdings musste er der Übertragung der Erbvogtei an die in dem benachbarten Territorium herrschenden Brandenburger anerkennen. Zu einem Hauptvergleich mit Brandenburg kam es 1666. Auch mit der Stadt Werden konnten alle Streitfragen geklärt werden. Die Stadt huldigte ihm 1648. Zu den Zugeständnissen gehörte auch die freie Religionsausübung für Protestanten. Mit den Oraniern in den Niederlanden kam es 1650 wegen Friemersheim und anderer Einkünfte zu einem Vertrag.
In religiöser Hinsicht ergaben die Visitationen ein positives Bild und die Zahl der Klostereintritte stieg. Das Verhältnis zum Kölner Erzbischof war wie schon in der Vergangenheit nicht sonderlich gut. Ebenfalls wie zur Zeit seiner Vorgänger war die Beziehung zur Bursfelder Kongregation eng. Er selbst war seit 1649 Definitor. Trotz weiter bestehender Gefahren nach Kriegsende nahm er regelmäßig an den Äbtekapiteln des Klosterverbandes teil und wurde als Vorbild für andere Äbte gelobt. Im Jahr 1654 fand wieder ein Generalkapitel in Werden statt. Dort wurde er zum Präsidenten der Kongregation gewählt. Er gilt als einer der bedeutendsten Präsidenten der Kongregation. Von 1653 bis zu seinem Tode war Reichsabt Heinrich Dücker zudem der erste Direktor des Rheinischen Reichsprälatenkollegiums auf dem Reichstag. 
In sein Abbatiat fiel die Konsolidierung der wirtschaftlichen Verhältnisse der Abtei. Der Abt wurde dabei durch den Konvent unterstützt. Die Chronisten der Folgezeit stellten ihm deshalb ein positives Zeugnis aus. Dazu zählt die Rückgewinnung einiger Besitzungen. Auch sein Eifer für eigene Studien und für Studierende wurde gelobt und Dücker hat sich auch als Förderer der Wissenschaften verdient gemacht. Aus seiner Zeit stammen die Gregorius- und die Liudgerusglocke in der Abteikirche in Werden. Den Protestanten gab er die Erlaubnis das Geläut ebenfalls bei Sterbefällen zu nutzen. Sie galt bis zur Säkularisation.
Er ist in der Abteikirche an der Südwand des Apostelchores bestattet.